# 杜罗河畔福斯
杜罗河畔福斯是葡萄牙波尔图区的一个堂区。总面积3平方公里，总人口12235人，人口密度4078.3人/平方公里。